# 이치키 오토히코
이치키 오토히코(일본어: 市来 乙彦, 1872년 5월 19일~1954년 2월 19일)는 일본 제국의 관료다.

## 생애
1872년 5월에 가고시마현에서 옛 사쓰마번사의 3남으로 태어났다. 1896년 제국대학(현 도쿄 대학) 법과대학 정치학과를 졸업한 후 대장성에서 관료 생활을 시작했다. 1903년 5월 9일 주계국 예산결산과장 겸 사계과장이 되었고 1909년 3월 12일 대장참사관을 거쳐 1911년 9월 6일 주계국장이 되었다.
1916년 12월 16일에 출범한 데라우치 내각에서 장상으로 취임한 쇼다 가즈에 때 대장차관이 되었다. 1918년 9월 21일 귀족원 칙선의원이 되었으며 1922년 6월 12일 가토 도모사부로 내각이 출범하자 대장대신에 취임했다. 이치키는 철저한 긴축 재정을 추진해 제1차 세계 대전 이후의 인플레이션을 잡기 위해 노력했다.
대장대신에서 물러나고 3일 후인 1923년 9월 5일 일본은행 총재가 되어 간토 대지진으로 막대한 피해를 입은 일본 경제를 재건하기 위해 분투했다. 이후 쇼와 금융공황이 어느 정도 진정되자 1927년 5월 9일 총재에서 물러났다. 다음 해인 1928년 1월 7일 도쿄시장이 되어 1년 간 재임하며 도쿄의 재정 재건에 힘썼다.
전후인 1947년에 최초의 참원선에 무소속으로 출마해 당선됐다. 1950년 참원선에 녹풍회의 공천을 받고 출마했으나 낙선했고 그대로 정계를 은퇴했다.
1954년 2월 향년 81세로 사망했다.

## 역대 선거 결과
|  | 0% |

|  | 0% |

| 전임 다카하시 고레키요 | 제22대 대장대신 1922년 6월 12일~1923년 9월 2일 | 후임 이노우에 준노스케 |

| 전임 이노우에 준노스케 | 제10대 일본은행 총재 1923년 9월 5일~1927년 5월 9일 | 후임 이노우에 준노스케 |

| 전임 니시쿠보 히로미치 | 제12대 도쿄시장 1928년 1월 7일~1929년 2월 14일 | 후임 호리키리 젠지로 |